# Космодемьянский, Аркадий Александрович
Арка́дий Алекса́ндрович Космодемья́нский (23 февраля (8 марта) 1909, Владимирская губерния — 8 декабря 1988, Москва) — советский механик и историк науки. Педагог высшей школы. Организатор науки в ракетно-космической отрасли.
Один из первых научных кадров в области механики, воспитанных советской властью, внёс большой вклад в прикладную аэродинамику, развивал научные основы механики космического полёта. 

## Биография
Родился 23 февраля (8 марта) 1909 года в семье сельского учителя в деревне Старилово Гороховецкого уезда Владимирской губернии (ныне — Верхнеландеховский район Ивановской области). В 1926 году окончил школу 2-й ступени, в том же году поступал в Ивановский политехнический институт, не сдал экзамен по тригонометрии и в институт не поступил.
Участник ликвидации безграмотности, с 1926 года — инструктор Пестяковского волостного исполкома Ивановской области. Занимался самообразованием.
В 1927 году поступил на отделение механики физико-математического факультета Московского государственного университета. По окончании МГУ (1931 г.) поступил в аспирантуру Научно-исследовательского института математики и механики МГУ (первый набор аспирантов). Ученик В. В. Голубева.
С 1932 года преподавал в МГУ, ассистент, доцент (1934), профессор (1939) кафедры теоретической механики. Преподавал также в МГПИ (1931—1938), доцент; в Военно-воздушной академии имени Н. Е. Жуковского (1934—1941, 1945—1949), доцент, с 1939 года — профессор кафедры теоретической механики, начальник кафедры теоретической механики (1960—1965). В 1943—1947 гг. — заведующий кафедрой теоретической механики МХТИ им. Д. И. Менделеева. В вопросах педагогики считал своим учителем А. П. Минакова. С 1966 года в МВТУ и МАТИ читал курс лекций по методике преподавания механики в ВУЗах.
С марта 1931-го по сентябрь 1937 года работал по совместительству в ЦАГИ, инженер.
Кандидат наук (1934), тема диссертации — «Приближённое интегрирование дифференциального уравнения ламинарного пограничного слоя». С 1936 года — заведующий аэродинамической лабораторией отделения механики механико-математического факультета МГУ.
Доктор физико-математических наук (1939), тема диссертации — «Некоторые вопросы аэродинамической теории сопротивления».
В 1941 году Космодемьянским были выполнены три работы, имеющие непосредственное отношение к первым образцам пороховых ракет (в частности, к снарядам легендарных «катюш»). Теоретическая работа ученого продолжалась затем в Ашхабаде, Свердловске и снова в Москве (с конца 1942 года).
С 1942 года занимался вопросами истории науки («Очерки по истории механики в России»)
В 1945 году в составе делегации СССР участвовал во Всемирной конференции профсоюзов (Лондон).
С октября 1939 года — участник работ по ракетной тематике, с 1947 года — на руководящих должностях (с 1949 года — на военной службе): Начальник Научно-технического отдела Комитета № 2 при Совете Министров СССР, заместитель Начальника 4-го Управления Военного министерства СССР по научно-технической части, заместитель Председателя Научно-технического совета Специального комитета при Совете Министров СССР (1950), заместитель Председателя Научно-технического Совета Третьего главного управления при Совете Министров СССР (1951), заместитель Председателя Научно-технического совета Министерства среднего машиностроения СССР (1953), заместитель Председателя Научно-технического совета Специального комитета Совета Министров СССР по ракетному и реактивному вооружению (1955). В 1957—1960 и в 1965—1972 годах — заместитель Председателя Научно-технического совета Комиссии Президиума Совета Министров СССР по военно-промышленным вопросам. Генерал-майор инженерно-технической службы (29.04.1970).
Вошёл в Первоначальный состав Национального комитета СССР по теоретической и прикладной механике (1956 г.).
В 1972 году, оставаясь на действительной военной службе, был прикомандирован к Академии наук СССР — старший научный сотрудник Института истории естествознания науки и техники (ИИЕТ) АН СССР, с 1975 года в отставке.
Автор более 120 научных печатных работ.
В 1949 году избран членом-корреспондентом Академии Артиллерийских наук, в 1971 г. — членом-корреспондентом Международной академии по истории науки.
Принимал активное участие в общественной и партийной жизни: член Пленума Краснопресненского райкома КПСС (1945—1948), депутат Московского городского Совета с 1939 года, Народный заседатель Верховного суда СССР (1946).
Похоронен на Введенском кладбище в Москве (участок № 5).

## Семья
Жена — Галина (Гали) Фарбер (1914—2005). Дети — Вадим (1934—2010), работал преподавателем механики в МГТУ им. Баумана; Александр (1946—2022) — преподавателем математики в МИИТ.

## Награды
Лауреат Сталинской премии 2-й степени «За выполнение специального задания Правительства по разработке одного из новых видов специальной техники» (1953).
Награждён двумя орденами Ленина (1956, 1957), орденом Трудового Красного Знамени (1961), медалями.